# Zwarte Madonna van Częstochowa

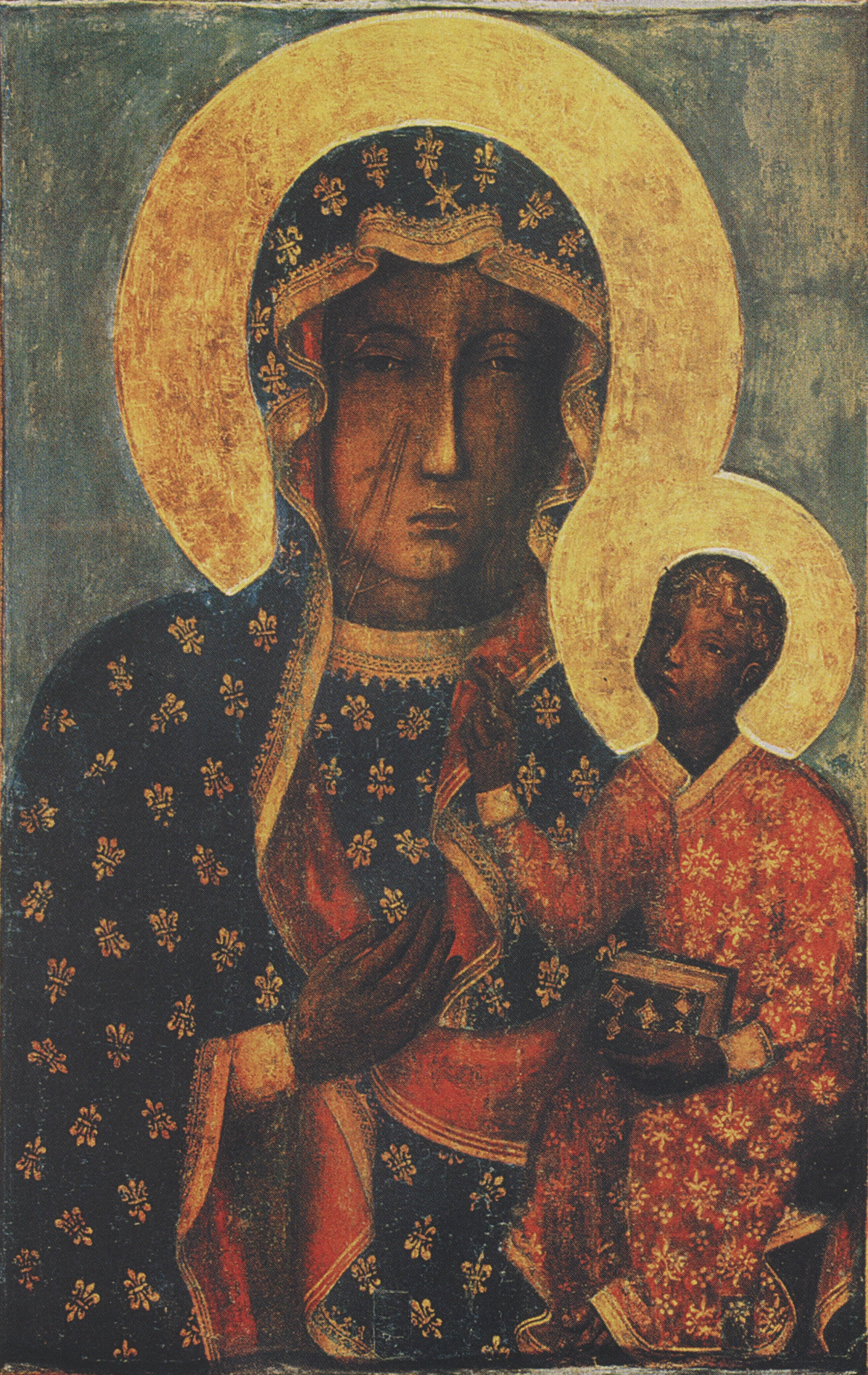
De zwarte madonna van Częstochowa

De Zwarte Madonna van Częstochowa (Pools: Obraz Matki Boskiej Częstochowskiej, ook Czarna Madonna of Matka Boska Jasnogórska, Latijn: Imago thaumaturga Beatae Virginis Mariae Immaculatae Conceptae in Claro Monte, Kerkslavisch: Ченстоховская икона Божией Матери) is een icoon van de Moeder Gods.
De icoon van de Zwarte Madonna van Częstochowa zou in 1384 naar de Poolse stad Częstochowa zijn gebracht.
Thans bevindt de icoon zich in het klooster van de Orde van Sint Paulus de eerste heremiet (OSPPE), welke zich bevindt op Jasna Góra (Lichte Berg), een heuvel aan de rand van het centrum van Częstochowa.

## Kenmerken
De icoon is geschilderd in een kenmerkende oostchristelijke Hodegetria stijl. De Heilige Maagd Maria, staand, met op haar linkerarm gezeten Christus, die zijn rechterhand omhoog houdt, met wijs- en middelvinger gestrekt en in zijn linkerhand een boek vasthoudt. Maria gaat gekleed in een blauw gewaad, met goud omzoomd en versierd met gouden leliën en een gouden zespuntige ster op haar voorhoofd, Jezus heeft een rood kleed aan met gouden versierselen.
Het meest opvallende is, naast de littekens op Maria's rechterwang en in haar nek, de donkere huidskleur van de afgebeelde figuren.

## Jurk
Het schilderij is niet vaak in zijn natuurlijke staat te zien. Meestal is het "gekleed" met een "jurk". Zowel Maria als Jezus zijn dan verborgen achter een jurk van de mooiste stoffen en de duurste edelstenen en bloedkoralen. Hierbij wordt de icoon in een lijst geplaatst, waarbij de icoon geheel bedekt is. Alleen de gezichten en handen van Maria en Jezus zijn via uitsparingen in de stof zichtbaar. De traditie van het aankleden van de icoon stamt al uit de 15e eeuw en dit gebruik is in de oosterse kerken wijdverbreid.
Er zijn meerdere jurken, waaronder de robijnen jurk, die bezet is met echte robijnen. In 2000 is er een nieuwe jurk aan de collectie toegevoegd in het kader van het millenniumjubeljaar.

## Pauselijke kroningen

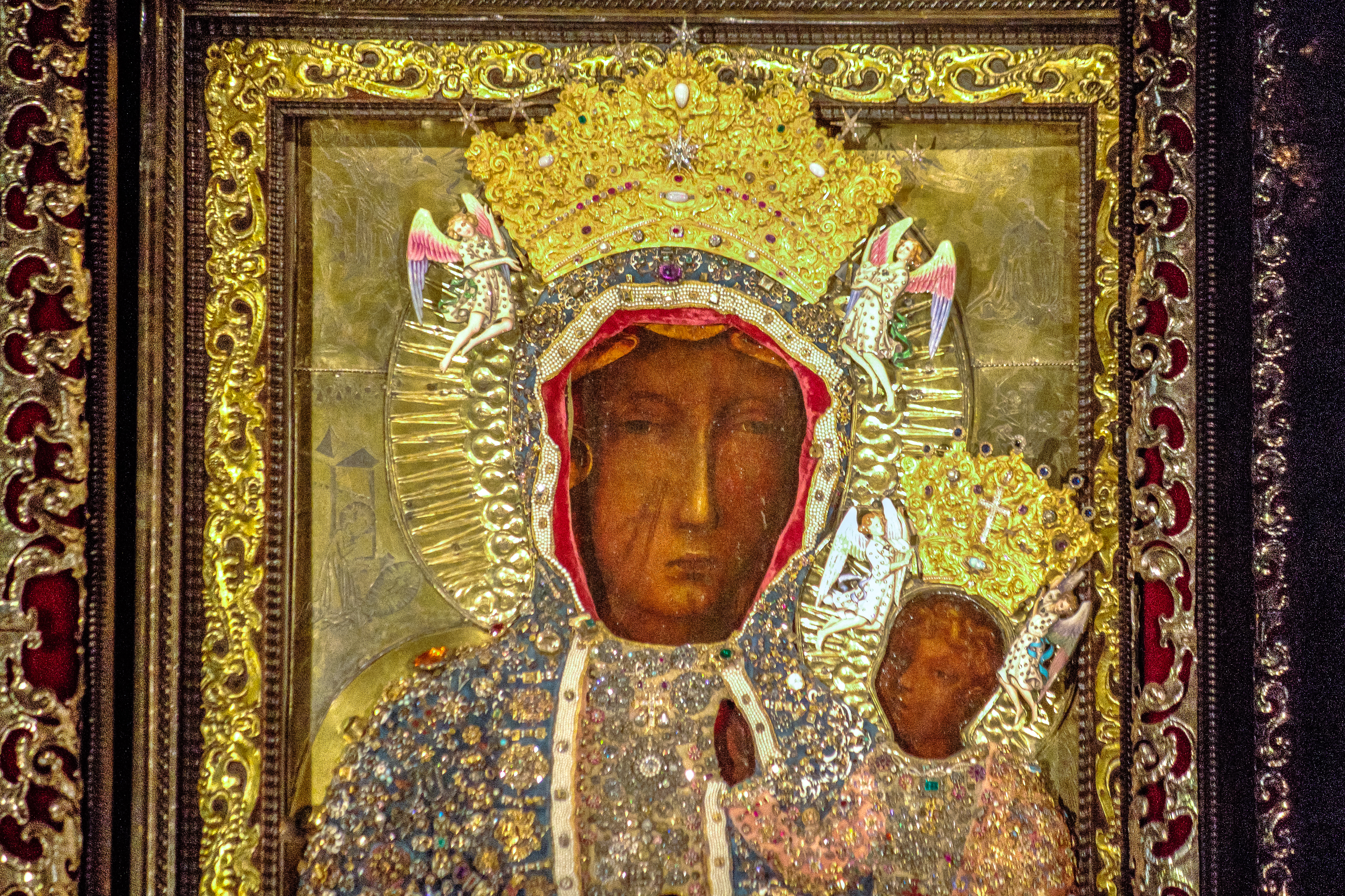
De zwarte madonna gekroond

Wanneer het schilderij gekleed is dragen Maria en Jezus een kroon. Het kronen van Mariabeelden of -afbeeldingen is een oud gebruik in de Rooms-Katholieke Kerk. Het beeld werd in 1717 vereerd door paus Clemens XI met een Pauselijke kroning. Nadat deze in 1909 gestolen waren heeft paus Pius X in 1910 opnieuw twee kronen toegekend. In 2005 werd de icoon door paus Johannes Paulus II met een nieuwe kroning geëerd. Reeds voor de eerste pauselijke kroning was het schilderij al meermaals door edelen met een fysieke kroon gekroond, waaronder door koning Jan II Casimir in 1656.

## Legende en historie
Volgens de overlevering is deze icoon geschilderd door de evangelist Lucas en gebruikte de evangelist een tafel uit het huis van Maria als ondergrond. In 326 zou Sint-Helena de icoon naar Constantinopel hebben gebracht. Kunsthistorici, echter, beweren dat het schilderij ergens tussen 500 en 800 moet zijn geschilderd.
In 1384 bracht graaf Ladislaus van Opole, adviseur van de koning, de icoon mee uit Bełz, nadat deze stad op de Oekraïners was veroverd. Volgens een legende stopte het paard van de graaf bij Częstochowa en weigerde verder te gaan. In een droom werd Ladislaus verteld de icoon bij het klooster van Jasna Góra achter te laten. Twee jaar daarvoor was zojuist de Pauliner Orde begonnen met het stichten van hun kloostergemeenschap op de heuvel.
In 1430, tijdens een van de vele veldslagen in de middeleeuwen, werd de icoon door hussieten uit het altaar gerukt en ontvreemd. De paarden weigerden de kar echter te trekken, waarop een der hussieten het schilderij op de grond gooide en er met zijn zwaard op begon in te hakken. Hij sloeg twee krassen op de wang van Maria. Bij zijn derde poging viel hij op de grond neer in pijn, waarop hij stierf. Er zijn verhalen dat de icoon uit de littekens heeft gebloed. Men heeft meermaals getracht het schilderij te restaureren, maar de littekens hebben ze nooit kunnen herstellen.
In 1655 viel Zweden Polen binnen. In korte tijd was Polen veroverd, voor zover het nog niet door Rusland was ingelijfd. De Zweden wilden ook het klooster op Jasna Góra veroveren. 40 dagen lang probeerden 4000 Zweedse soldaten het klooster te overmeesteren, maar het als fort gebouwde klooster werd succesvol verdedigd door slechts 70 monniken en 180 vrijwilligers, voornamelijk uit de Szlachta (Poolse landadel). Deze overwinning wordt nog steeds toegeschreven aan de Zwarte Madonna en inspireerde de Polen om terug te vechten. Een jaar later besloot de verdreven koning Jan II Casimir de strijd weer aan te gaan en deed op 1 april 1656 in de kathedraal van Lemberg (Pools: Lwów) de belofte om Polen te bevrijden en kroonde de Zwarte Madonna van Jasna Góra tot koningin van Polen.

## Pelgrimsoord
Sindsdien lopen elk jaar duizenden pelgrims vanuit alle delen van Polen naar Częstochowa om deze afbeelding te zien. Zo is er sinds 1711 elk jaar op 6 augustus een negen dagen durende pelgrimstocht vanuit de hoofdstad Warschau, die ook in de oorlogsjaren, zij het in het geniep, doorgang vond. Onder andere Karol Wojtyła, de latere paus Johannes Paulus II, heeft in de oorlog aan een pelgrimage naar Częstochowa deelgenomen. Tot op de dag van vandaag komen jaarlijks duizenden pelgrims uit de hele wereld om dit schilderij van Maria te vereren. De ultieme verering vindt plaats door op de knieën al biddend achter het altaar met de icoon door te schuifelen.
De katholieke Polen noemen de Zwarte Madonna (in het Pools Czarna Madonna) ook wel Matka Boska (Goddelijke Moeder) en beschouwen haar nog steeds als de 'koningin van Polen'.